# Ekaterina Leonova

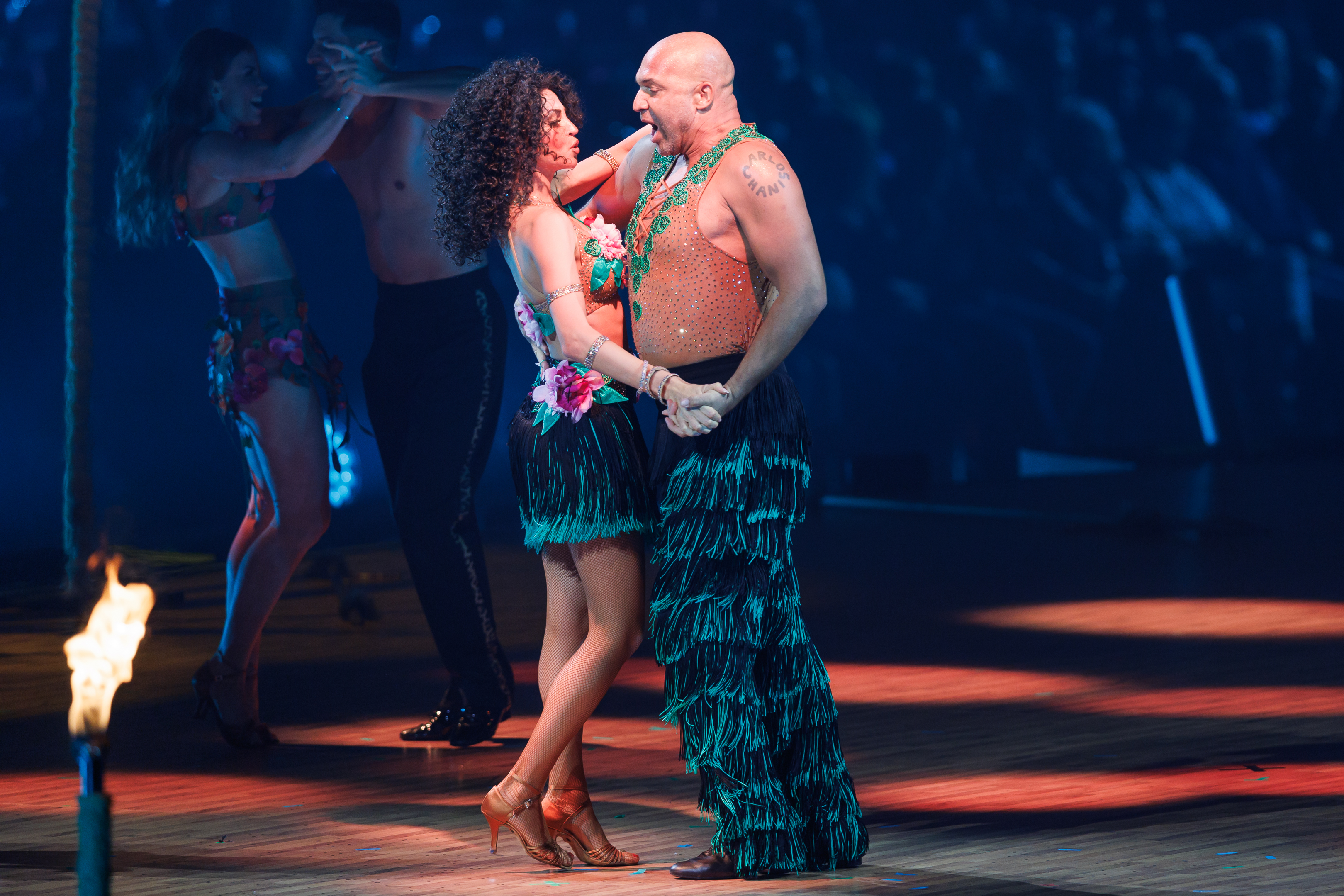
Ekaterina Leonova mit Tanzpartner Detlef Soost, 2024

Ekaterina „Ekat“ Leonova (russisch Екатерина Юрьевна „Катя“ Леонова Jekaterina Jurjewna „Katja“ Leonowa; * 23. April 1987 in Wolgograd, Russische SFSR, Sowjetunion) ist eine russische Tänzerin in den Sparten Standard- und lateinamerikanische Tänze. Sie wurde als Profitänzerin der deutschen Tanzshow Let’s Dance bekannt.

## Leben
Leonova wuchs mit ihrer dreizehn Jahre älteren Schwester in Wolgograd auf. Sie tanzt seit ihrem zehnten Lebensjahr, davon sieben Jahre Ballett. Einer ihrer frühen Erfolge war der Titel Südrussische Meisterin der Jugend. Nach ihrem Schulabschluss machte sie von 2003 bis 2007 am Staatlichen Institut für Kunst und Kultur der Stadt Wolgograd eine Ausbildung zur Tanzpädagogin, dort von 2006 bis 2008 auch eine sozialpädagogische Weiterbildung. Von 2004 bis 2007 tanzte sie mit Wladimir Schelomizki.
Nachdem sie zur Miss Wolgograd 2008 gewählt worden war, zog sie im selben Jahr nach Köln, lernte Deutsch und studierte ab 2010 Betriebswirtschaftslehre an der Universität zu Köln (Bachelor 2014) und an der Heinrich-Heine-Universität Düsseldorf (Master 2018). Von 2008 bis 2014 tanzte sie mit Paul Lorenz bei den Amateuren für Deutschland. 2012 gelang dem Tanzpaar mit dem EU Cup und dem World Cup der internationale Durchbruch.
Um ihr auch nach dem Abschluss des Studiums ein Leben in Deutschland zu ermöglichen, gab ihr der Sender RTL eine Anstellung in seiner Online-Redaktion. Von Ende 2021 bis Ende 2022 war sie für ein Münchner Unternehmen im Event- und Social-Media-Marketing tätig. Sie zog von Köln nach München. Im Februar 2025 machte sie ihre Beziehung zu dem Tänzer Ilya Viarmenich öffentlich.

## Let’s Dance
2013 startete sie in der RTL-Show Let’s Dance als Tanzpartnerin von Paul Janke und erreichte mit ihm den dritten Platz. 2014 schied sie mit Tanzpartner Patrice Bouédibéla nach der ersten Runde aus. 2015 tanzte sie mit Matthias Steiner und zog sich beim Erreichen des dritten Platzes im Finale ein Supinationstrauma zu. 2016 schied sie mit Julius Brink nach der zehnten Runde aus.
Danach siegte sie dreimal in Folge: 2017 mit Gil Ofarim, 2018 mit Ingolf Lück und 2019 mit Pascal Hens. Ebenfalls 2019 belegte sie im Sonderwettbewerb der professionellen Tänzer mit Massimo Sinató den ersten Platz. Nach zwei Jahren Pause gelangte sie ab 2022 mit ihren drei Tanzpartnern auf Plätze im Vorderfeld. 2025 wurde sie mit Diego Pooth zum vierten Mal Siegerin.
| Staffel (Jahr)       | Partner              | Platzierung |
| -------------------- | -------------------- | ----------- |
| 06 (2013)            | Paul Janke           | 03.         |
| 07 (2014)            | Patrice Bouédibéla   | 10.         |
| 08 (2015)            | Matthias Steiner     | 03.         |
| 09 (2016)            | Julius Brink         | 05.         |
| 10 (2017)            | Gil Ofarim           | 01.         |
| 11 (2018)            | Ingolf Lück          | 01.         |
| 12 (2019)            | Pascal Hens          | 01.         |
| Profi-Challenge 2019 | Massimo Sinató       | 01.         |
| 15 (2022)            | Bastian Bielendorfer | 06.         |
| 16 (2023)            | Timon Krause         | 04.         |
| 17 (2024)            | Detlef Soost         | 03.         |
| 18 (2025)            | Diego Pooth          | 01.         |
| Profi-Challenge 2025 | Valentin Lusin       | 01.         |

## Erfolge (Auswahl)
- WDC AL-World-Cup-Sieger 2013
- WDSF EU-Cup-Sieger 2013
- Finalisten DM S-Standard 2010–2012
- Finalisten DM S-10 Tänze 2009–2012
- Vizelandesmeister NRW S-Klasse 10 Tänze, Standard, Latein
- 1. Platz bei WDSF-Weltranglisten-Standardturnieren 2011 und 2013
- 2. Platz GOC Rising Stars Standard 2010
- Drittbestes Paar der deutschen Standard-Rangliste (Stand 31. März 2013)[12]

## Fernsehauftritte (Auswahl)
- seit 2013: Let’s Dance (Fernsehsendung) (Profitänzerin)
- 2018: Grill den Profi
- 2019: Big Bounce – Die Trampolin Show
- 2019: NDR Talk Show (Gast)
- 2020: Wer weiß denn sowas?
- 2020: Quizduell-Olymp
- seit 2020: Klein gegen Groß (3 Folgen)
- 2021: Das Wunschmenü der Stars – Alle unter einem Dach (VOX)
- 2021: Die RTL Sommerspiele
- 2021: Unbreakable – Wir machen Dich stark! (RTL Plus)
- 2022: Der Schiffsarzt (Fernsehserie)
- 2022: RTL Wasserspiele
- 2023: Das große Backen ( Promi Oster Spezial)
- 2023: Promi Shopping Queen
- 2023: Promi Touchdown – Die Football-Show[13]
- seit 2024: Das Supertalent[14] (Jurorin)
- 2024: Destination X[15] (ProSieben)
- 2025: Eltons 12